# يو إف سي ليلة القتال: أرلوفسكي ضد بارنيت
يو إف سي ليلة القتال: أرلوفسكي ضد بارنيت (بالإنجليزية: UFC Fight Night: Arlovski vs. Barnett)‏ هو حدث لفنون القتال المختلطة نظمته يو إف سي، أُقيم في 3 سبتمبر 2016، على باركلي كارد أرينا في هامبورغ، ألمانيا.